# Улица Дмитрия Разумовского
Улица Дмитрия Разумовского — улица в Москве в районе Крюково Зеленограда между Кутузовским шоссе и улицей ЦНИИМЭ.

## Происхождение названия
Объединённые Проектируемые проезды № 6719 и 6721 получили название улица Дмитрия Разумовского в октябре 2017 года. Улица была названа в честь Героя России подполковника Дмитрия Разумовского (1968—2004), проживавшего в Крюково в конце 1980-х годов. Разумовский погиб при освобождении заложников в школе № 1 г. Беслана. Названа по предложению фонда ветеранов и инвалидов вооруженных конфликтов «Рокада».

## Описание
Улица начинается от Кутузовского шоссе напротив Проектируемого проезда № 687, проходит на восток, справа от неё отходит Проектируемый проезд № 797, затем дугой поворачивает на север и вливается в улицу ЦНИИМЭ.